# Lázara Moisés
Lázara Moisés Domínguez (Camagüey, 26 agosto 1988) è un'ex cestista cubana.

## Carriera
Con Cuba ha disputato due edizioni dei Campionati americani (2009, 2011).